# 卡拉佩山脈

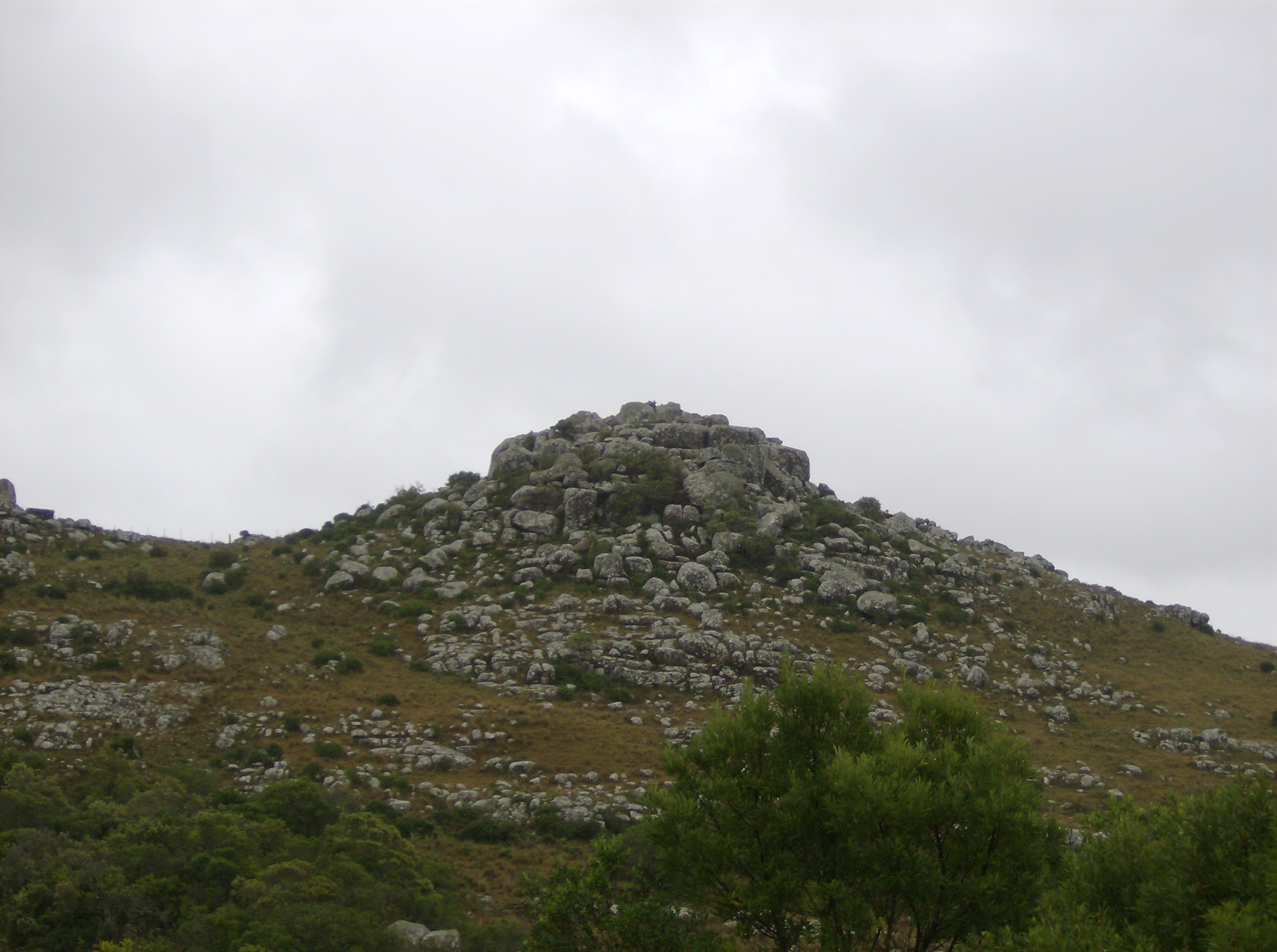

34°22′55.9″S 54°40′27.7″W / 34.382194°S 54.674361°W
卡拉佩山脈（西班牙語：Sierra Carapé），是烏拉圭的山脈，位於該國南部，處於馬爾多納多省，山體在前寒武紀時期形成，最高點卡特德拉爾山海拔高度513.6米，是該國的最高點。